# Hugo Herrnhof
Hugo Herrnhof (n. 21 septembrie 1964, Bozen, Italia) este un sportiv ce a reprezentat Italia, medaliat olimpic. A participat la 3 ediții ale Jocurilor Olimpice (1988, 1992, 1994) în care a câștigat o medalie de aur.